# Idiocerus similis
Idiocerus similis är en insektsart som beskrevs av Carl Ludwig Kirschbaum 1868. Idiocerus similis ingår i släktet Idiocerus och familjen dvärgstritar. Arten är reproducerande i Sverige. Inga underarter finns listade i Catalogue of Life.